# Philipp Johann von Strahlenberg

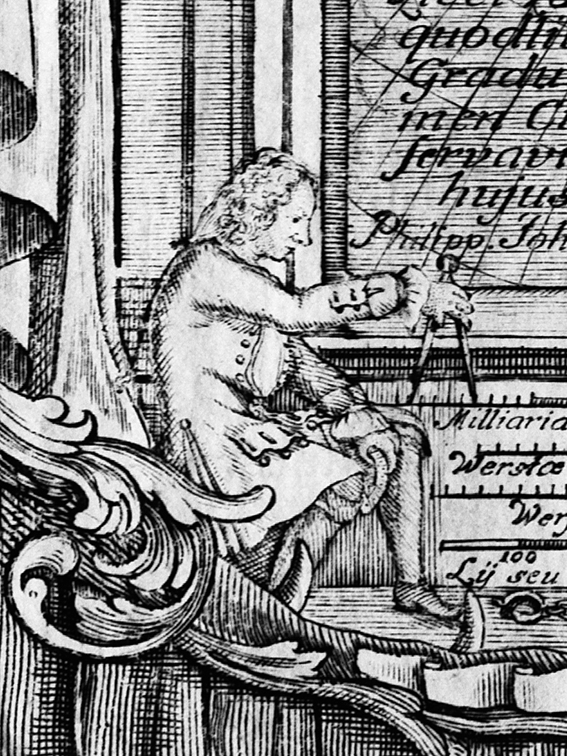
Philip Johan von Strahlenberg. Selbstporträt auf Karte

Philipp Johann Tabbert, ab 1707 von Strahlenberg (getauft * 6. Oktober 1677 in Stralsund; † 2. September 1747 in Halmstad) war ein schwedischer Offizier, Kartograph, Geograph und Sprachwissenschaftler deutscher Herkunft.

## Leben
Philipp Johann Tabbert trat 1694 in die schwedische Armee ein, wo er rasch befördert wurde. 1707 wurde Tabbert geadelt und nahm den Namen von Strahlenberg an. Im Großen Nordischen Krieg geriet er während der Schlacht bei Poltawa 1709 in russische Kriegsgefangenschaft und wurde nach Tobolsk verbannt, wo er von 1711 bis 1721 geographische und anthropologische Forschungen über Sibirien anstellte. Nach dem Frieden von Nystad kehrte er 1722 nach Stockholm zurück und veröffentlichte 1730 seine Studien in einem Buch. Die Publikation stieß auf reges Interesse und wurde ins Englische, Französische und Spanische übersetzt.
Zu diesem Buch gehörten neue Karten des gesamten Russland. Dabei legte er auch die Grenze zwischen Europa und Asien neu fest. Sie sollte entlang des Uralgebirges und seines Nebenzuges Obschtschi Syrt, dann entlang der Wolga und schließlich des unteren Don verlaufen, wobei letzterer bereits seit der Antike als Grenzfluss diente.
Strahlenbergs Werk beschäftigt sich auch ausführlich mit Sprache und Schrift der Tataren, Jakuten, Tschuwaschen, Krimtataren, Usbeken, Baschkurten, Kirgisen, Turkmentataren und Mongolen. Präzise protokollierte er Turk-Inschriften auf Grabsteinen am Ufer des Jenissej.
Von Strahlenberg geriet bald in Vergessenheit, bis sich der Dramatiker August Strindberg für ihn interessierte.

## Werke

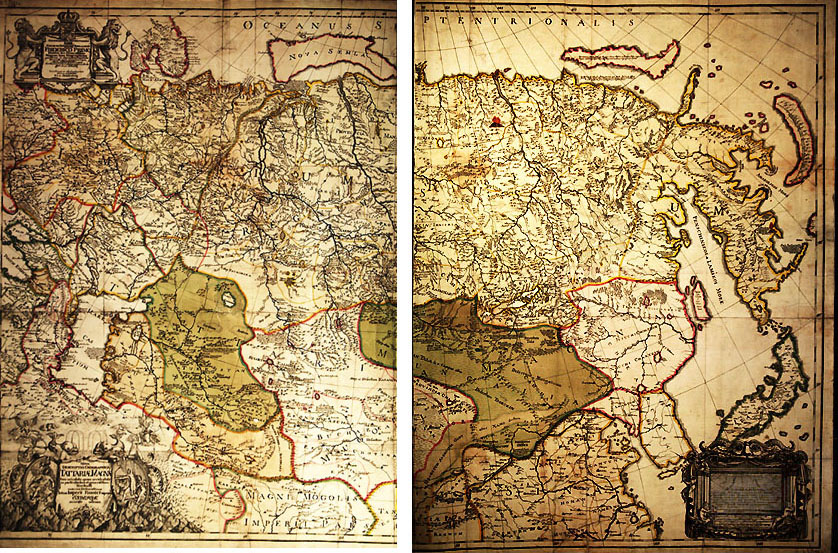
Karte Russlands von 1725, Zeichnung: Philipp Johann von Strahlenberg

- Vorbericht eines zum Druck verfertigten Werckes von der Grossen Tartarey und dem Königreiche Siberien, mit einem Anhang von Groß-Rußland. Schneider, Stockholm 1726 (Digitalisat)
- Das Nord- und Ostliche Theil von Europa und Asia, in so weit solches das gantze Rußische Reich mit Siberien und der grossen Tatarey in sich begreiffet. In Verlegung des Autoris, Stockholm 1730 (Digitalisat)
  - (engl. Übs.:) An histori-geographical description of the north and eastern part of Europe and Asia; but more particularly of Russia, Siberia, and Great Tartary. London 1736
  - (engl. Übs.:) An historico-geographical description of the north and eastern parts of Europe and Asia; but more particularly of Russia, Siberia, and Great Tartary. London 1738
  - (frz. Übs.:) Description historique de l’empire russien. Amsterdam 1757
  - (span. Übs.:) Nueva descripcion geographica del imperie ruso. Valencia 1780
- Judit Papp (Hrsg.): Das nord- und östliche Theil von Europa und Asia. Attila József, Universität Szeged 1975